# Ayub (Höhle)
Koordinaten: 5° 55′ 36,2″ N, 124° 57′ 37,5″ O
Die Ayub-Höhlen im Süden der Insel Mindanao (Philippinen) wurden um der Zeitenwende als Bestattungsort benutzt und erbrachten bei Ausgrabungen über 150 Begräbnisgefäße deren Deckel Menschenform hatten.
Die Vorgeschichte der Philippinen ist bisher nur wenig erforscht. Es ist bisher nur schwer möglich Entwicklungen aufzuzeigen und einzelne Kulturen zu bestimmen. Der Fund eines ca. 2000 Jahre alten Friedhofes in den Ayub-Höhlen ist daher von besonderer Bedeutung.
Es fanden sich 49 vollständig erhaltene und ungefähr 100 Fragmente von Köpfen und die dazugehörigen Bestattungsgefäße. Einige der Deckel waren lebensgroß. Das eigentliche Gefäß war oft undekoriert, konnte aber auch Andeutungen von Armen und Geschlechtsteilen haben. Es gibt die Darstellungen von Schmuck. Einige der Köpfe waren unbemalt, andere dagegen zeigen rote und schwarze Farbe. 
Nicht alle hier gefundenen Deckel waren menschenförmig. Es gibt auch Beispiele von einfachen runden Deckeln mit vier Henkeln. In den Gefäßen fanden sich die Knochen der hier Bestatteten. Als Grabbeigaben waren kleinere Gefäße, Glasperlen, Armbänder, Tonperlen und Muschelschmuck. Diese fanden sich mit den Leichen in den Gefäßen.
Vergleichbare Bestattungen sind auch von anderen Fundorten auf den Philippinen bekannt.